# Calibre (диджей)
Домини́к Ма́ртин (англ. Dominick Martin), более известный под псевдонимом Calibre (рус. Калибр) — британский музыкальный продюсер и диджей.

## Биография
Доминик родом из Белфаста (Северная Ирландия). Впервые Calibre заявил о себе в 1998 году с выпуском сингла «Last Man On Earth / Reflections» на лейбле Quadrophonic, принадлежавшем группе U2 и ныне прекратившем своё существование.
С 16 лет Мартин начал играть в различных джазовых, панк-рок и рок-группах, но в конце концов остановился на электронной музыке и начал первые эксперименты в области джангла. Изучая изобразительное искусство в Ольстерском университете, Мартин знакомится с музыкой композитора-экспериментатора Джона Кейджа. Творчество Кейджа оказало значительное влияние на Мартина, о чём говорит и название его первого альбома — «Musique Concrète».
Наряду с такими исполнителями, как London Elektricity, High Contrast и Nu:Tone, Calibre — один из лидеров и идейных вдохновителей направления ликвид-фанк. Является одним из основателей хорошо известного лейбла Soul:R, а также владельцем собственной звукозаписывающей компании Signature.

## Характеристика
Раннее творчество Calibre, и в первую очередь двойной альбом «Musique Concrète», построено по принципу «максимум из минимума». Каждая композиция является чётко выверенной и высокоорганизованной структурой, мелодику которой формирует небольшой набор плотно выстроенных, «грубо сшитых», с постоянно меняющейся высотой и частотным составом закольцованных семплов духовых, струнных, клавишных инструментов и вокала. Однако, ближе к 2003 году стиль Calibre отклоняется от прежней техничности: музыка становится меланхоличной, бесшовной и пространственной, гораздо чаще начинают использоваться панорамирующие и эхо-эффекты, экстремально короткие голосовые отрезки меняются на полноценные вокальные партии. Однако, и в раннем, и в позднем творчестве Calibre высока роль звукового эксперимента.
О своём втором альбоме Second Sun (с англ. — «Второе Солнце») 2005 года Доминик говорит следующее: «Я смотрю на это как на некий процесс, который станет второй частью истории. Можно говорить о том, что 22 число — это день моего рождения, что это мой второй альбом, что я второй сын в семье, что это вторая фаза творчества, но для меня „Второе Солнце“ не имеет никакого отношения к нумерологии, скорее это переосмысление, это новая жизнь».
Альбом Shelflife, вышедший в релиз в 2007 году, является ничем иным, как сборником треков, написанных Мартином в промежуток с 1997 по 2006 год.
В июне 2008 года выходит альбом Overflow. На нём имеются вокальные партии, исполненные как лично Мартином, так и приглашёнными вокалистами. Треки с Overflow были популярны среди drum and bass-диджеев мира, таких как High Contrast, Goldie, Zero Tolerance, которые играли эти композиции в своих лайв-сетах.
На альбоме Shelflife vol.2, выпущенном в мае 2009, характер музыки несколько меняется. Она становится ещё более мрачной и депрессивной, что является отражением сложного внутреннего мира Доминика Мартина. Кроме drum and bass'а на альбоме присутствуют композиции в стилях транс и даунтемпо.
16 ноября 2009 года выходит даунтемпо-альбом Calibre «Shine A Light». «Уже около десяти лет я занимаюсь написанием музыки, большая часть которой это драм-н-бейс. Поэтому мне захотелось издать альбом, не имеющий отношения к моему основному направлению. Я снова почувствовал себя новичком, пишущим треки „на ощупь“ — вот что было интересно в первую очередь. Это было очень своевременным решением, так как в последнее время мне все чаще и чаще казалось что вдохновение иссякает. На новой пластинке нет никаких излишеств и непредсказуемости, только музыка которая нравится мне. Надеюсь, она придётся по вкусу и вам», — сообщил Calibre в обращении к слушателям.
После выпуска этого эмоционально тяжелого лонгплея музыкант решает вернуться к drum and bass-звучанию: на Signature в ноябре 2010 г. выходит его альбом «Even If…». В одном из интервью Calibre пояснил: «Итак, это мой седьмой альбом, не чувствуется, что это так, но я и не знаю, как должно было бы… Последний D’n’B альбом, который я написал с нуля, был таким переполняющим, что между ним и следующим я выпустил „Shelflife 2“ — компиляцию неизданных треков, и „Shine A Light“ — моё странное отстранение от всего. С „Even If…“ я вернулся в родное поле деятельности. Несколько раз я использовал собственный голос, наполнился эмоциями и ускорил темп. Так что вот оно — коллекция треков, которую я собрал с той целью, чтобы задеть в вас ту часть, что является родственной мне.»

## Основная дискография

### Синглы и EP
- Last Man On Earth / Reflections 12" (Quadrophonic, 1998)
- Do Your Thang Now / Inpulse 12" (Green Label, 2000)
- Mystic / Feelin’ 12" (Creative Source, 2000)
- Deep Everytime / What You Need 12" (Creative Source, 2001)
- Interphaze / Fire & Water 12" (Soul:R, 2001)
- Just Fine EP (Creative Source, 2003)
- Peso / My Chance 12" (Signature, 2003)
- Rockafella / Barca 12" (Critical, 2003)
- Run Around / Need It, Want It 12" (Defunked, 2003)
- Stronger / Layd Off (совместно с Zero Tolerance и Beta 2) 12" (Defunked, 2003)
- Blue Top / Gemini 12" (Innerground, 2004)
- Hypnotise / The Water Carrier 12" (Soul:R, 2004)
- Makes Me Wonder / Got To Have You 12" (Signature, 2004)
- Feeling Happy / Think Again 12" (Signature, 2004)
- Mr. Maverick / Highlander 12" (Signature, 2004)
- Mr. Majestic / The Other Side (совместно с High Contrast) 12" (Signature, 2004)
- P.U.R. / Cold Halo 12" (Revolve:R, 2004)
- Drowning In You / One Word (совместно с Zero Tolerance) 12" (Liquid:V, 2004)
- Domeron / Maximus 12" (Critical, 2005)
- Losing You / Chariot (совместно с Klute) 12" (Commercial Suicide, 2005)
- Providence / Hot Flush (Совместно с D-Bridge и Commix) 12" (Exit VS, 2005)
- Secada / Diamonds & Pearls 12" (Advanced, 2005)
- Late Night Squeeze (совместно с ST Files и Zero Tolerance) EP (Signature, 2006)
- Corner Dance EP (Signature, 2006)
- Derranged EP (Soul:R, 2006)
- The Key / Overation (совместно с L.I.S.) 12" (Exit, 2006)
- Like it is / The way you move 12" (Innerground, 2006)
- Release Me / Basic 12" (CIA Deep Kut, 2006)
- Carry Me Away / Mr Right On 12" (Signature, 2007)
- Waterfall / What I Feel (совместно с Zero Tolerance и Merci) 12" (Signature, 2007)
- Hustlin' / Movin'  (совместно с MC DRS) 12" (Signature, 2007)
- Even If (Vinyl EP) 3x2, 12" (Signature, 2010)

### Альбомы
- Musique Concrète 5x12", 2xCD (Creative Source, 2001)
- Second Sun 4x12", CD (Signature, 2005)
- Shelflife 4x12" (Signature, 2007)
- Overflow 5x12" (Signature, 2008)
- Shelflife Vol. 2 4x12" (Signature, 2009)
- Shine A Light 4x12, CD" (Signature, 2009)
- Even If (CD Album) 1x13, CD (Signature, 2010)
- Condition 3x12, CD (Signature, 2011)
- Spill 3x12", Album + CD, Album(SIGLP009, SIGCD009)(Signature, 2013)
- Shelflife Vol. 3 3x12", Album + CD, Album(SIGLP010, SIGCD010)(Signature, 2014)